# Alain Turban
 (décembre 2018).
Pour les articles homonymes, voir Turban (homonymie).
Alain Turban, né le 14 décembre 1947 dans le 18e arrondissement de Paris, est un chanteur français, également auteur-compositeur.

## Biographie
Alain Turban, petit Poulbot, passera la 1re partie de son enfance sur la butte Montmartre, avant de rejoindre la banlieue parisienne : Romainville, Sannois et Goussainville.
Il enregistre plusieurs 45 tours dans les années 1970, tout en étant le propriétaire d'une discothèque, le Sagitarius à Lavilledieu en Ardèche. Son premier succès sera Quatrième dimension en 1978 avant la sortie du single Santa Monica (1980), son tube le plus connu qui ressortira, remixé en 2015. Il se produit alors sous le pseudonyme d'Allain avec deux « l ». C’est seulement en 1983 qu'il reprendra son nom patronymique d'Alain Turban avec un nouveau succès : On s'écrivait Annie[source insuffisante], chanson écrite avec Didier Barbelivien et sortie chez Tréma, chanson qui presentera au XXV Festival de Viña del Mar (es), où a obtenu le deuxième place.
En 1999 il écrit et présente à Paris un nouvel album, intitulé Turbanovitch, et se produit au Casino de Paris, à La Cigale, au Sentier des Halles et à l'Européen.
En 2007, il revient avec un autre album où il chante Montmartre, avec notamment une chanson écrite pour son ami Michou et d’autres titres rendant hommage à Francisque Poulbot, ou au cirque Médrano, en passant par les cabarets Parisiens comme le Moulin Rouge. En découlera en 2013 un spectacle musical crée à l'Olympia avec plus de 30 artistes sur scène "La légende de Montmartre"[source insuffisante], suivi d’une tournée.
En 2010, Alain Turban fait partie de la grande tournée Âge tendre et Têtes de bois, cinquième et sixième saison, aux côtés d'artistes des années 1960, 70 et 80.
Il compose à cette période une quinzaine de chansons sur l'Ardèche, sa terre d’adoption, sorties sur un album qu’il y consacre entièrement.
S’ensuit la sortie de deux livres aux Éditions Grrr Art, Un taxi dans les étoiles (2014) et Variétés Citron Pressé (2016). Le 1er racontant sa vie de chauffeur de taxi la nuit, du haut de ses 20 ans, de 1967 à 1971, ponctuées de rencontres nocturnes et artistiques comme celles de Johnny Hallyday, Serge Gainsbourg, Michel Polnareff ou Claude Nougaro. Le second retraçant son expérience artistique dans les années 1980,.

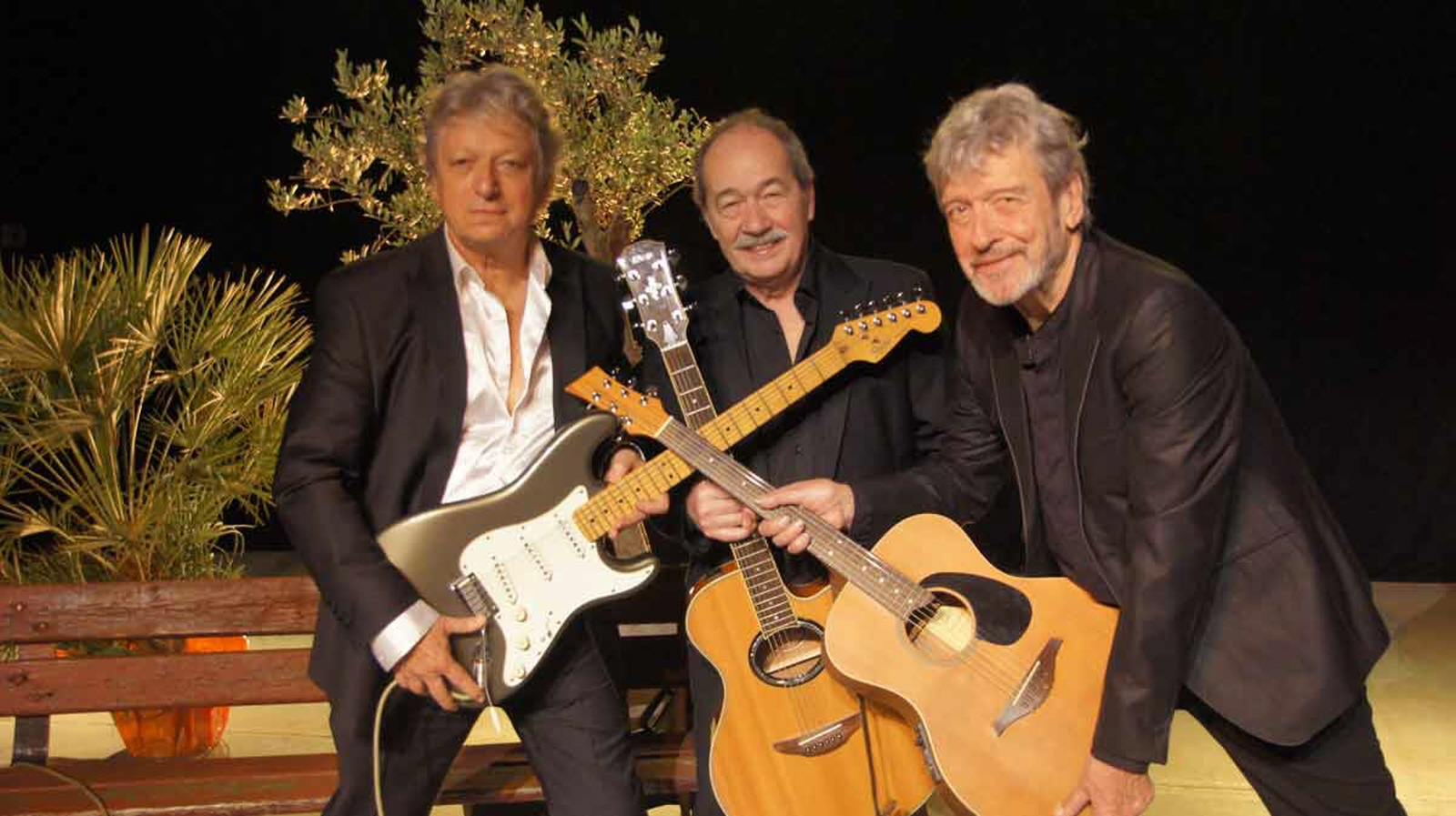
Le trio des Vieilles fripouilles avec Alain Turban, Jean Sarrus et Gilles Dreu.

Parallèlement Alain Turban compose des chansons pour le cabaret de Michou, dont 85% d'amour et 60 ans de Cabaret, duo interprété par Michou et Annie Cordy. Puis il se produira à nouveau à l’Olympia le 11 septembre 2016, dans un spectacle intitulé Mes années 80 et plus avec en invité exceptionnel, Charles Dumont. En découle un album live et un DVD[source secondaire souhaitée].
En 2017, s'inspirant du trio Les Vieilles Canailles, il crée, avec ses amis Jean Sarrus et Gilles Dreu, le trio musical Les Vieilles Fripouilles, qui sillonne la France avec un spectacle musical et humoristique.
En octobre 2020, il chante en duo avec Gilles Dreu le titre On chante encore sur l'album Le comptoir des amis.
Le 8 avril 2022, il s'engage auprès de l'association « Victimes du Covid-19 » et de son président Lionel Petitpas pour soutenir la demande d'une journée de deuil national, afin d'honorer la mémoire des défunts du virus.

## Discographie
45 tours
- L'amour petite ; 1975
- La Marionnette et Je dors toujours tout seul, 1978
- 4e dimension et Fallait pas me laisser, 1978
- Santa Monica et Loving Shadow, 1979
- Tout le monde a pleuré (en hommage à Claude François), 1980
- Et je t'aime, 1980
- L'amour et la nuit et Je veux du rock n'roll, 1980
- Si tu croises un homme et Je t'aime au nord du nord, 1981
- L'amour air line et Y'en a marre (1982)
- J'sais plus où j'vis et T'aimer davantage, 1982
- On s'écrivait Annie et Chante, 1984
- Les yeux plus grands que le cœur et Mal dans sa vie, 1985
- C'est pas facile de l'oublier et J'avais pris l'habitude, 1986
- Mystique et Goussainville, 1986
- Comme un voleur et Etat des lieux, 1988
- De l'autre côté de la vie, et Esprit frappeur, 1989
- Go Homme, et On voudrait tout garder, 1989
- Le paradis c'est l'enfer et Mamie, 1990
- Jean d'ici, Jean d'ailleurs (en hommage à Jean Cocteau et Jean Marais) et Sans domicile fixe, 1990

Singles
- Présent et Sur les marches du Sacré Cœur, 1993
- Tous des clowns (Médrano), 1995
- Turbanovitch et Rastaquouère, 1999
- Manouchka, 2000
- Vivre ici et L'ardéchoise aux cheveux blancs, 2001
- Michou, 2004
- Médrano, Médrano, 2008
- Papillon (En hommage à Henri Charrière dit Papillon), 2011
- La légende de Montmartre, 2012
- La Ferme Théâtre et La maison d'Antraigues, 2012
- De l'Olympiaf à l'Olympia (CD 4 titres), 2013
- Un taxi dans les étoiles, 2015
- La caverne du Pont d'Arc et l'Histoire de la grotte Chauvet, 2015
- Variétés citron pressé, 2016
- Johnny, 2023

Albums
- Pony (CD et 33 tours), 1990
- Passé présent, 1993
- Discollection (double compilation), 1998
- Turbanovitch, 1999
- Poulbot, 2010
- Chante l'Ardèche, 2010
- La légende de Montmartre (Live Olympia 2013), 2014
- Mes années 80 et plus… (Live Olympia 2016), 2017
- Piano la vie, 2017
- Mes années vinyl's, (compilation 3 CD), 2018
- Eternelle, les chansons de mon fils Alain Turbanovitch, 2021 (réédité en 2023)